# Penillanura del Ucayali
La penillanura del Ucayali es una gran superficie de erosión casi plana, una penillanura, ubicada en la cuenca del Amazonas. La península del Ucayali está enterrada en gran parte por sedimentos que forman una discordancia. Su origen se remonta al Mioceno. Se describió por primera vez en 1948 en la sierra de Contamana en Perú.